# アーネスト・ラザフォード
初代ネルソンのラザフォード男爵アーネスト・ラザフォード（英: Ernest Rutherford, 1st Baron Rutherford of Nelson, OM, FRS, 1871年8月30日 - 1937年10月19日）は、ニュージーランド出身、イギリスで活躍した物理学者、化学者。
マイケル・ファラデーと並び称される実験物理学の大家である。α線とβ線の発見、ラザフォード散乱による原子核の発見、原子核の人工変換などの業績により「原子物理学の父」と呼ばれる。
1908年にノーベル化学賞を受賞。ラザフォード指導の下、チャドウィックが中性子を発見、コッククロフトとウォルトンが加速器を使った元素変換の研究、エドワード・アップルトンが電離層の研究でノーベル賞を受賞している。後にラザホージウムと元素名にも彼は名を残している。

## 生涯
- 1871年 - 8月30日、ニュージーランド南島北端のネルソン近くのブライトウォーターで生まれる。父はスコットランド・パース出身の農夫、母はイングランド・エセックス出身。ラザフォード家12人兄弟の4子として生まれる。
- 1876年 - フォックスヒルへ一家で引越す。
- 1877年 - ハブロックへ一家で引越す。
- 1882年 - ペロラス・サウンドに引越し、中学校へ通う。中学校で後に妻となるメアリ・ニュートンと出会う。
- 1887年 - 奨学金審査に合格し名門ネルソン・カレッジへ進学[1]。
- 1889年 - クライストチャーチにあるニュージーランド大学カンタベリー・カレッジ（現在のカンタベリー大学）へ進学[2]。在学中に電波検知器（Signal detector）を作る。

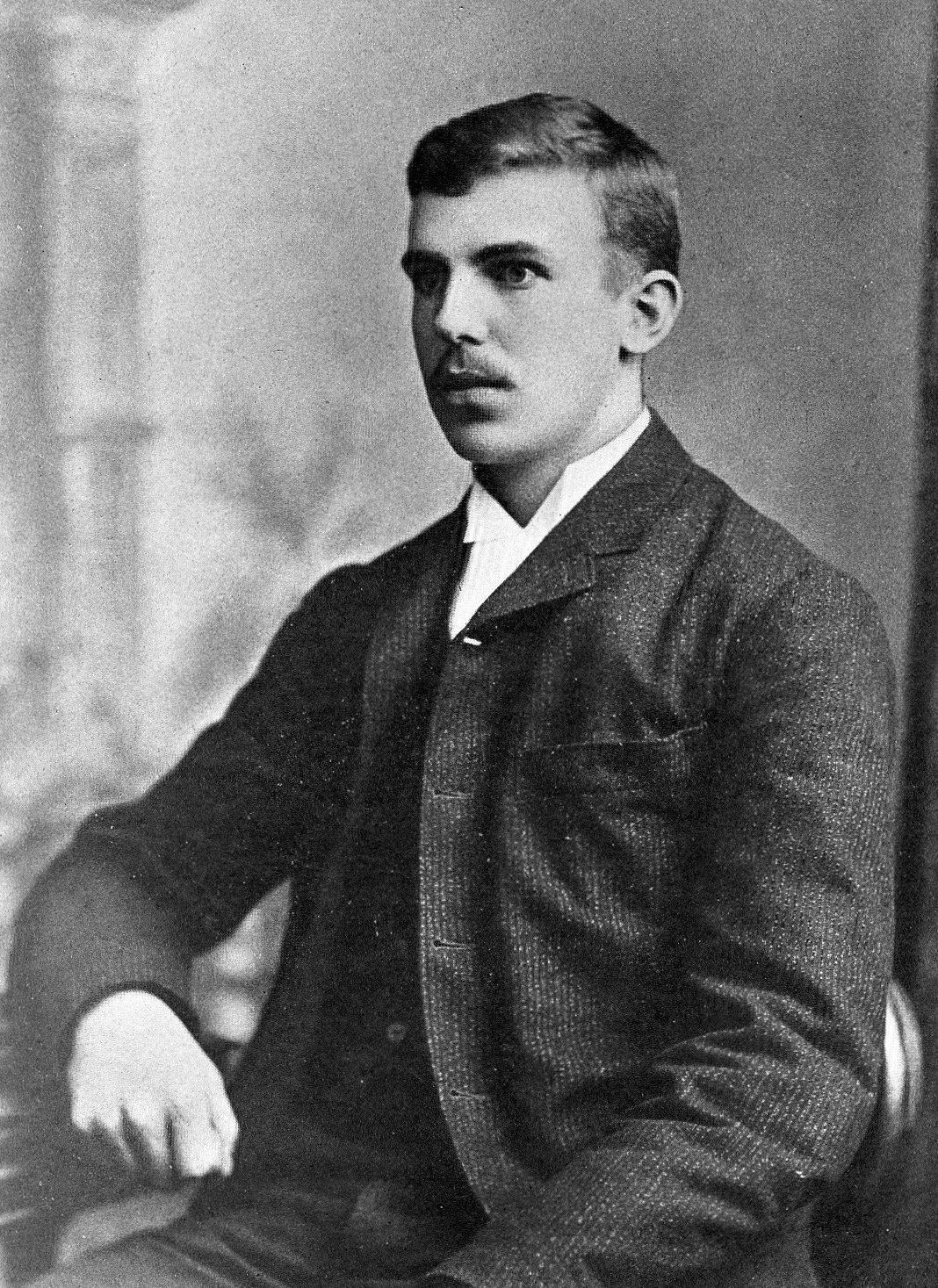
21歳当時の写真

- 1892年 - 鉄の磁化に関する研究で Bachelor of Arts（学士（教養））の学位を取得。
- 1893年 - 数学と数理物理学を専攻し Master of Arts（修士（教養））の学位を取得。同年、クライストチャーチ・ボーイズ・ハイスクールの臨時教師に採用されるも、正教員審査に3度も不合格となり教職を諦める。
- 1894年 - ニュージーランド大学カンタベリー・カレッジへ復学し、地質学と物理学を専攻。 Bachelor of Science（学士（理学））の学位を取得。この年、イギリスの万博記念奨学金審査を受験する。結果は惜しくも2位だったが、1位の人物が奨学金の受け取りを辞退したため、繰り上げでラザフォードが合格した。この時ラザフォードは実家で芋掘りをしていたとされ、「これが生涯最後の芋掘りだ！」と叫んだと言われる[3]。
- 1895年 - 研究奨学生に採用されケンブリッジ大学キャヴェンディッシュ研究所研究員になる[4]。ジョセフ・ジョン・トムソン教授指導の下で気体の電気伝導の研究を始める。
- 1897年 - 留学先のケンブリッジ大学より学士号を授与される。
- 1898年 - ウランから二種類の放射線（α線とβ線）が出ていることを発見[5]。カナダのモントリオールにあるマギル大学物理学講座教授に就任する[6]。
- 1899年 - 放射線のアルミ箔の透過を調べ、α線とβ線を分離。
- 1900年 - ポール・ヴィラールの発見した「透過性が高く電荷を持たない放射線」が電磁波であることを示す。ソディと共同でラジウム、トリウム、アクチニウムの研究を始め、放射性元素が互いに移り変わると考えるようになる。「半減期」の概念を作る。これは後に岩石の年代測定に用いられるようになる。いったんニュージーランドに帰国し、同年6月28日、メアリ・ニュートンと結婚。ニュージーランドで結婚式を挙げた後、モントリオールで新婚生活を始めた[7]。カナダ王立協会フェローに推挙される。ニュージーランド大学よりPh.D.（理学）を取得（一部の歴史書では1901年取得となっている）。
- 1901年 - 長女エイリーンが誕生[8]。
- 1902年 - 元素が放射線を放出すると別の元素に変わるという放射性元素変換説を提唱。
- 1903年 - ロンドン王立協会会員に推挙される[9]。上記の「透過性が高く電荷を持たない放射線」をγ線と名付ける[10]。
- 1907年 - マンチェスター・ヴィクトリア大学（現・マンチェスター大学）物理学講座教授に就任[6]。この年、ガイガーと共同でα粒子の計数に成功。これは後にガイガー・ミュラー計数管として実用化される。
- 1908年 - ボルトウッドと共同で放射性元素の変換系列を調べて変換が鉛で終わることを発見し、またその速度を求めた。この年、α線をガラス管に集め、放電スペクトルを調べることでα線がヘリウム原子核であることを発見。「元素の崩壊および放射性物質の性質に関する研究」によりノーベル化学賞を受賞[10]。
- 1911年 - ガイガー、マースデンとともにα線の散乱実験を行い原子核を発見。この実験結果に基づいてラザフォードの原子模型を発表。
- 1914年 - ジョージ5世よりナイトの勲位を授与され「サー (Sir)」の称号を得る[11]。
- 1919年 - ケンブリッジ大学キャヴェンディッシュ実験物理学講座教授 兼 キャヴェンディッシュ研究所長に就任[6]。α線を窒素原子に衝突させ、原子核の人工変換に成功。
- 1920年 - 中性子の存在を予言（中性子は教え子のチャドウィックが1932年に発見しノーベル物理学賞を受賞する）。また重水素の存在も予言する。
- 1926年 - ロンドン王立協会長に就任（1930年まで）。
- 1930年 - 長女エイリーンが死去（29歳）[12]。
- 1931年 - ネルソンのラザフォード男爵に叙される[13]。
- 1931年 - 英国物理学会長に就任（1933年まで）。
- 1936年 - ヴィルヘルム・エクスナー・メダル受賞。

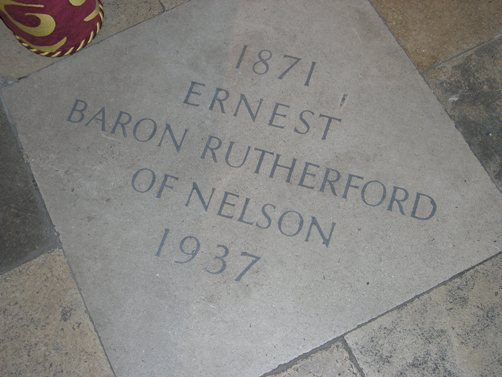
ウェストミンスター寺院の墓

- 1937年 - 絞扼性ヘルニアで死去（66歳）。ウェストミンスター寺院に埋葬される[14]。
- 1997年 - 原子番号104の元素がラザホージウム (Rutherfordium) と名づけられる。

## 原子物理学の父

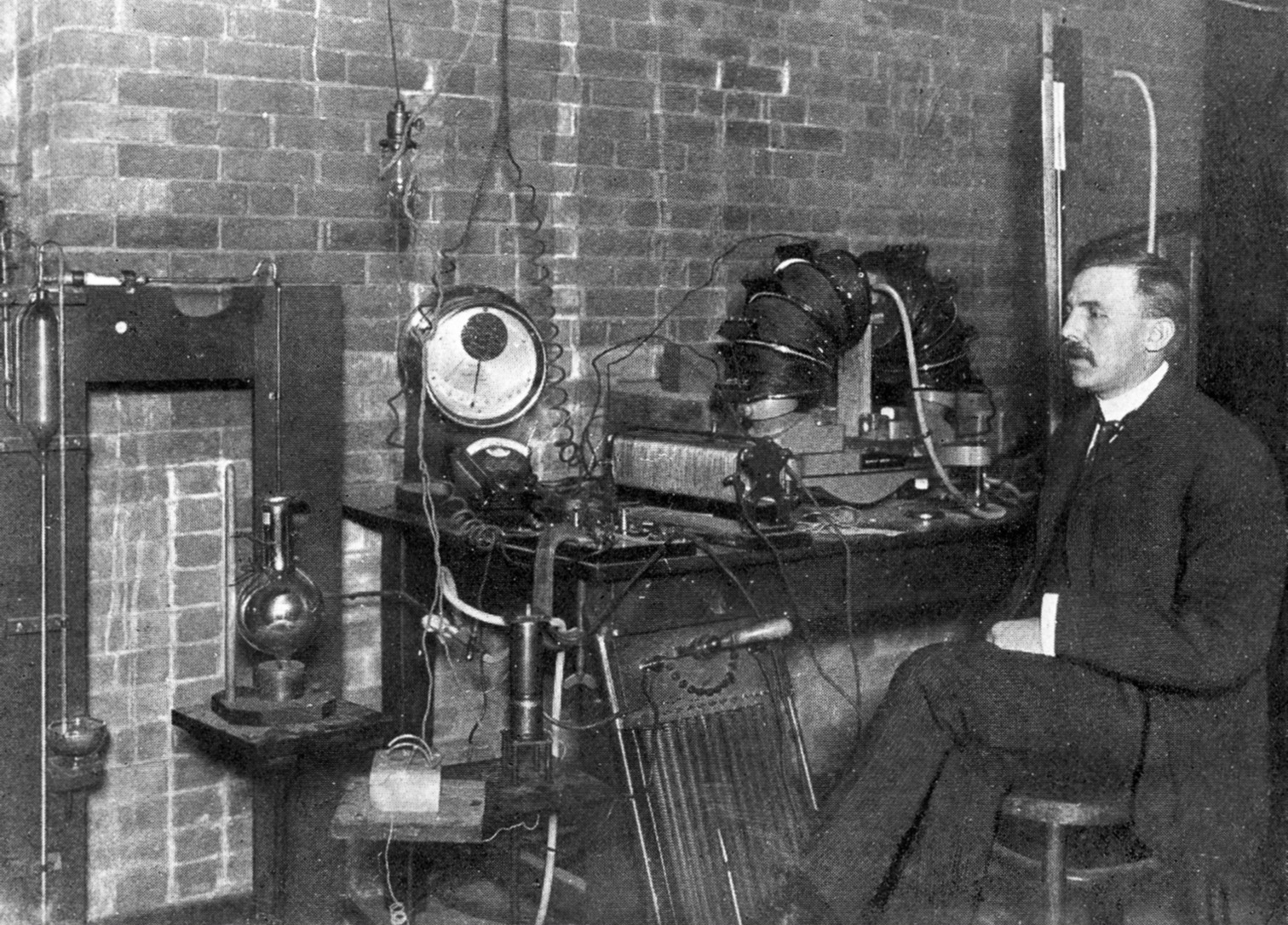
マギル大学にて（1905年）

この称号は科学史の中だけではなく、その人柄によってこそ裏書きされる。ラザフォードは慈愛心に満ち、若い研究所員たちを、ボーイズ（息子たち）と呼んだ。ケンブリッジのキャヴェンディッシュ研究所は、設備や計測機を開発しながら大きくなり、成果を上げて行った。
その開発や研究に取り組むのは、若い所員たちであった。質量選別器でアイソトープの分離に成功したフランシス・アストン、霧箱で原子軌道を撮影した清水武雄、それを元に原子軌道を開明したパトリック・ブラケットなど、世界中から逸材が集結した。
ラザフォードは長身で、風格があり、夏のビーチでもジャケットを脱がない英国紳士であった。彼は自分で財界から寄付を募って、研究所の予算を四倍にまで伸ばした。
父と称されながら、一番弟子とは生別・死別を余儀なくされている。逆に、それ故に父性が際立つとも言える。周期表を発明し、未発見の原子を予測したヘンリー・モーズリーは、志願して従軍し、ガリポリ戦線で命を落とした。これでイギリスは、原子物理の一線から退いたと言われる。
キャヴェンディッシュ研究所でのお気に入りは、ロシアから来た物理学者ピョートル・カピッツァであった。彼は当初ソビエトとイギリスとを自由に行き来していたが、物理学者の重要性に気付いたソビエト政府は1934年に彼を渡航禁止にした。ラザフォードは抗議の手紙を出すが「イギリスがカピッツァを欲しがっているのは理解できる。我々もそれと同じくらいラザフォードを求めている」という返事が返ってきた。英首相スタンリー・ボールドウィンの助力を頼んだが無駄であった。カピッツァの親類の女性が駐英ソビエト大使イワン・マイスキーに向かって「うちのピョートルは頑固者だ」と脅すと、大使は「我らのヨシフ（スターリン）はもっと頑固者だ」と返した。ここで万事休すかと思わたが、ラザフォードはカピッツァのため3つの財団の予算を使い、ケンブリッジにある3つの発電所の出す電力を一度に使う高圧の実験装置をソビエトに送り付けるという奇策に出た。これにはソビエトも3万ポンドの代償を支払ったのみならず、カピッツァを慰めるためモスクワにイギリス様式の新しい研究所を建設した。カピッツァも観念して「我々は運命という大河の中を流れる一微粒子に過ぎない」とラザフォードに宛てている。

## 受賞歴
- ベーカリアン・メダル（1904年、1920年）
- ランフォード・メダル（1905年）
- ノーベル化学賞（1908年）
- バーナード・メダル（1910年）
- エリオット・クレッソン・メダル（1910年）
- マテウチ・メダル（1913年）
- コプリ・メダル（1922年）
- フランクリン・メダル（1924年）
- アルバート・メダル（1928年）
- ファラデー・メダル（1930年）